# Глебов, Михаил Максимович
Михаил Максимович Глебов (24 июля 1921, Тополевка, Владимирская область, СССР — 31 марта 2003, Минск, Белоруссия) — полковник Советской Армии, участник Великой Отечественной войны, Герой Советского Союза (1945).

## Биография

Могила Глебова на Восточном кладбище Минска.

Михаил Глебов родился 24 июля 1921 года в деревне Тополевка (ныне — Вязниковский район Владимирской области) в крестьянской семье. Работал в колхозе, окончил Вязниковский аэроклуб. В июне 1940 года Глебов был призван на службу в Рабоче-крестьянскую Красную Армию. К началу Великой Отечественной войны был курсантом военно-авиационной школы в Энгельсе. После переподготовки был переведён в 15-й запасной авиаполк, дислоцированный в городе Петровске Саратовской области. С марта 1943 года — на фронтах Великой Отечественной войны. Участвовал в боях на Калининском, 1-м Прибалтийском и 3-м Белорусском фронтах.
К декабрю 1944 года капитан Михаил Глебов был заместителем командира эскадрильи 11-го отдельного разведывательного авиаполка 3-й воздушной армии 1-го Прибалтийского фронта. К тому времени он совершил 133 боевых вылетов на воздушную разведку и аэрофотосъёмку скоплений вражеской боевой техники и живой силы, крупных железнодорожных узлов, портов противника. Принимал участие в 14 воздушных боях. В январе 1945 года Глебов был представлен за эти боевые заслуги к званию Героя Советского Союза. Всего за время войны он совершил 172 боевых вылета, более 50 раз участвовал в бомбардировках позиций противника, участвовал в 35 воздушных боях.
Указом Президиума Верховного Совета СССР от 18 августа 1945 года за «образцовое выполнение заданий командования и проявленные мужество и героизм в боях с немецкими захватчиками» капитан Михаил Глебов был удостоен высокого звания Героя Советского Союза с вручением ордена Ленина и медали «Золотая Звезда» за номером 8831.
После окончания войны Глебов продолжал службу в Советской Армии. В 1954 году он окончил Военно-воздушную академию. В 1975 году в звании полковника он был уволен в запас. Проживал в Минске, участвовал в военно-патриотической работе, был заместителем председателя Совета Героев Советского Союза, проживающих в Минске.
Скончался 31 марта 2003 года, похоронен на Восточном кладбище Минска.

## Награды
Был также награждён двумя орденами Красного Знамени, двумя орденами Отечественной войны I степени, двумя орденами Красной Звезды, а также рядом медалей.
15 апреля 1999 года Указом Президента Республики Беларусь был награждён Орденом «За службу Родине» II степени.

## Память
- Мемориальная доска в память о Глебове установлена Российским военно-историческим обществом на здании Песковской средней школы Вязниковского района, где он учился.